# Stephen Friedman
Pour les articles homonymes, voir Friedman.
Stephen Friedman né le 21 décembre 1937  est un homme d'affaires et un fonctionnaire du gouvernement américain. 
Il a fait ses études à l'Université Cornell, a été, entre autres, Chief executive officer de la banque Goldman Sachs entre 1994 et 1998, Senior à la Marsh & McLennan Companies de 1998 à 2002
Il a été sous l'administration Bush de 2002 à 2005 l'assistant du président des États-Unis d'Amérique pour la politique économique et directeur du National Economic Council et de 2005 à 2009, directeur du PFIAB qui coordonne les services de renseignement.